# Воля-Жировська
Воля-Жировська (пол. Wola Żyrowska) — село в Польщі, у гміні Хинув Груєцького повіту Мазовецького воєводства.
Населення — 89 осіб (2011).
У 1975-1998 роках село належало до Радомського воєводства.

## Демографія
Демографічна структура станом на 31 березня 2011 року:
|          | Загалом | Допрацездатний вік | Працездатний вік | Постпрацездатний вік |
| -------- | ------- | ------------------ | ---------------- | -------------------- |
| Чоловіки | 44      | 16                 | 25               | 3                    |
| Жінки    | 45      | 9                  | 23               | 13                   |
| Разом    | 89      | 25                 | 48               | 16                   |